# Lijst van koningen van Denemarken
Dit is een lijst van koningen en koninginnen van Denemarken. Over de eerste koningen is niet veel bekend en zij zijn deels legendarisch. De eerste koning van wie het bestaan vaststaat is Gorm de Oude.

## Koningen van Denemarken (776-heden)

### Koningen van Denemarken (776-903)
| Monarch                              | Regeringsperiode | Bijzonderheden        |
| ------------------------------------ | ---------------- | --------------------- |
| Siegfried (I)                        | 776 - 803        | vermeld               |
| Gudfred                              | 804 - 810        | zoon van Siegfried    |
| Hemming                              | 810 - 811        | neef van Gudfred      |
| Siegfried (II)                       | 811              | neef van Gudfred      |
| Anulo                                | 811 - 812        | neef van Gudfred      |
| Harald Klak + Reginfrid              | 812 - 815        | broer van Anulo       |
| Erik de Oude (Horik I)               | 815 - 854        |                       |
| Erik het Kind (Horik II)             | 854 - 873        | neef van Erik de Oude |
| Harald (I)                           | 873              |                       |
| Uffe (of Ubbe)                       | ?                |                       |
| Siegfried (III) Slangenoog + Halvdan | 873 - 903        | vermeld               |
| Helge                                | ?                |                       |

### Huis Olaf (903-910)
| Monarch            | Regeringsperiode | Bijzonderheden                         |
| ------------------ | ---------------- | -------------------------------------- |
| Olaf de Vermetele  | ? - 925          | vermeld; neef van Siegfried Slangenoog |
| Gurd               | ?                |                                        |
| Knoet I (Chnuba)   | ? - 934          | vermeld                                |
| Sigerich (Sigtryg) | na 935           |                                        |

### Huis Jelling(910-1042)
| Monarch | Monarch              | Regeringsperiode | Bijzonderheden                                       |
| ------- | -------------------- | ---------------- | ---------------------------------------------------- |
|         | Gorm de Oude         | na 934 - 958/64  |                                                      |
|         | Harald I Blauwtand   | 958/64 - 985     | + Noorwegen (970-974)                                |
|         | Sven I Gaffelbaard   | 985/86 - 1014    | + Noorwegen (999/1000-1014), Engeland (1013-1014)    |
|         | Harald II            | 1014 - 1017/18   |                                                      |
|         | Knoet II de Grote    | 1017/19 - 1035   | + Noorwegen (1028-1035), Engeland (1014 + 1016-1035) |
|         | Knoet III Hardeknoet | 1035 - 1042      | + Engeland (1035-1037 + 1040-1042)                   |

### Huis Ynglinge(1042-1047)
| Monarch | Monarch  | Regeringsperiode | Bijzonderheden          |
| ------- | -------- | ---------------- | ----------------------- |
|         | Magnus I | 1042 - 1047      | + Noorwegen (1035-1047) |

### Huis Estridsen(1047-1157)
| Monarch | Monarch                   | Regeringsperiode | Bijzonderheden                                                     |
| ------- | ------------------------- | ---------------- | ------------------------------------------------------------------ |
|         | Sven II Estridsen         | 1047 - 1076      |                                                                    |
|         | Harald III                | 1076 - 1080      |                                                                    |
|         | Knoet IV de Heilige       | 1080 - 1086      |                                                                    |
|         | Olaf I Hunger             | 1086 - 1095      |                                                                    |
|         | Erik I Immergoed          | 1095 - 1103      | zijn zoon Harald Kesja was vader van Olaf Haraldsen                |
|         | Niels                     | 1104 - 1134      |                                                                    |
|         | Erik II de Onvergetelijke | 1134 - 1137      | tegenkoning : Harald Kesja (1134-1135)                             |
|         | Erik III                  | 1137 - 1146      | tegenkoning : Olaf Haraldsen (1140-1143)                           |
|         | Sven III + Knoet V        | 1146 - 1157      | burgeroorlog : de troon wordt opgeëist door drie troonpretendenten |

### Huis Waldemar (1157-1332)
| Monarch | Monarch                    | Regeringsperiode | Bijzonderheden                                                    |
| ------- | -------------------------- | ---------------- | ----------------------------------------------------------------- |
|         | Waldemar I de Grote        | 1154 - 1182      |                                                                   |
|         | Knoet VI                   | 1182 - 1202      |                                                                   |
|         | Waldemar II de Overwinnaar | 1202 - 1241      |                                                                   |
|         | Erik IV Ploegpenning       | 1241 - 1250      |                                                                   |
|         | Abel                       | 1250 - 1252      |                                                                   |
|         | Christoffel I              | 1252 - 1259      |                                                                   |
|         | Erik V Klipping            | 1259 - 1286      |                                                                   |
|         | Erik VI Menved             | 1286 - 1319      |                                                                   |
|         | Christoffel II             | 1320 - 1326      |                                                                   |
|         | Waldemar III               | 1326 - 1329      | Regent Gerard II van Holstein (1326-1340) en oom van Waldemar III |
|         | Christoffel II             | 1329 - 1332      |                                                                   |

### Huis Waldemar (1340-1375)
| Monarch | Monarch              | Regeringsperiode | Bijzonderheden |
| ------- | -------------------- | ---------------- | -------------- |
|         | Waldemar IV Atterdag | 1340 - 1375      |                |

### Huis Folkung (1376-1387)
| Monarch | Monarch     | Regeringsperiode | Bijzonderheden                                |
| ------- | ----------- | ---------------- | --------------------------------------------- |
|         | Olaf II     | 1376 - 1387      | + Noorwegen (1380-1387) en Zweden (1385-1387) |
|         | Margrethe I | 1387 - 1412      | + Noorwegen (1388-1412) en Zweden (1389-1412) |

### Huis Greifen (1412-1439)
| Monarch | Monarch               | Regeringsperiode | Bijzonderheden                                             |
| ------- | --------------------- | ---------------- | ---------------------------------------------------------- |
|         | Erik VII van Pommeren | 1396 - 1439      | + Noorwegen (III) (1389-1442) en Zweden (XIII) (1412-1439) |

### Huis Wittelsbach(1439-1448)
| Monarch | Monarch         | Regeringsperiode | Bijzonderheden                                |
| ------- | --------------- | ---------------- | --------------------------------------------- |
|         | Christoffel III | 1440 - 1448      | + Noorwegen (1442-1448) en Zweden (1439-1448) |

### Huis Oldenburg (1448-1863)
In deze periode regeerde het huis Oldenburg over Denemarken en Noorwegen.
| Monarch | Monarch         | Regeringsperiode | Regeringsperiode | Gehuwd met                                                                         | Bijzonderheden |
| ------- | --------------- | ---------------- | ---------------- | ---------------------------------------------------------------------------------- | --- |
|         | Christiaan I    | 1448             | 1481             | Dorothea van Brandenburg                                                           | Zoon van Diederik van Oldenburg de Gelukkige en Hedwig van Holstein, tevens koning van Noorwegen (1450-1481) en Zweden (1457-1464) |
|         | Johan           | 1481             | 1513             | Christina van Saksen                                                               | Zoon van Christiaan I van Denemarken en Dorothea van Brandenburg, tevens koning van Noorwegen (1483-1513) en Zweden (1497-1501)    |
|         | Christiaan II   | 1513             | 1523             | Isabella van Habsburg                                                              | Zoon van Johan van Denemarken en Christina van Saksen, tevens koning van Noorwegen (1513-1523) en Zweden (1520-1521)               |
|         | Frederik I      | 1523             | 1533             | Anna van Brandenburg Sophia van Pommeren                                           | Zoon van Christiaan II van Denemarken en Isabella van Habsburg                                                                     |
|         | Christiaan III  | 1534             | 1559             | Dorothea van Saksen-Lauenburg                                                      | Zoon van Frederik I van Denemarken en Anna van Brandenburg                                                                         |
|         | Frederik II     | 1559             | 1588             | Sophia van Mecklenburg-Güstrow                                                     | Zoon van Christiaan III van Denemarken en Dorothea van Saksen-Lauenburg                                                            |
|         | Christiaan IV   | 1588             | 1648             | Anna Catharina van Brandenburg Christina Munk                                      | Zoon van Frederik II van Denemarken en Sophia van Mecklenburg-Güstrow                                                              |
|         | Frederik III    | 1648             | 1670             | Sophia Amalia van Brunswijk-Lüneburg                                               | Zoon van Christiaan IV van Denemarken en Anna Catharina van Brandenburg                                                            |
|         | Christiaan V    | 1670             | 1699             | Charlotte Amalia van Hessen-Kassel                                                 | Zoon van Frederik III van Denemarken en Sophia Amalia van Brunswijk-Lüneburg                                                       |
|         | Frederik IV     | 1699             | 1730             | Louise van Mecklenburg Anne Sophie Reventlow                                       | Zoon van Christiaan V van Denemarken en Charlotte Amalia van Hessen-Kassel                                                         |
|         | Christiaan VI   | 1730             | 1746             | Sophia Magdalena van Brandenburg-Kulmbach                                          | Zoon van Frederik IV van Denemarken en Louise van Mecklenburg                                                                      |
|         | Frederik V      | 1746             | 1766             | Louise van Groot-Brittannië Juliana Maria van Brunswijk-Wolfenbüttel               | Zoon van Christiaan VI van Denemarken en Sophia Magdalena van Brandenburg-Kulmbach                                                 |
|         | Christiaan VII  | 1766             | 1808             | Caroline Mathilde van Wales                                                        | Zoon van Frederik V van Denemarken en Louise van Groot-Brittannië                                                                  |
|         | Frederik VI     | 1808             | 1839             | Marie Sophie Frederika van Hessen-Kassel                                           | Zoon van Christiaan VII van Denemarken en Caroline Mathilde van Wales                                                              |
|         | Christiaan VIII | 1839             | 1848             | Charlotte Frederika van Mecklenburg-Schwerin Caroline Amalia van Augustenburg      | Zoon van Frederik van Denemarken en Sophia Frederika van Mecklenburg-Schwerin, tevens laatste koning van Noorwegen uit dit huis    |
|         | Frederik VII    | 1848             | 1863             | Wilhelmina Marie van Denemarken Caroline van Mecklenburg-Strelitz Louise Rasmussen | Zoon van Christiaan VIII van Denemarken en Charlotte Frederika van Mecklenburg-Schwerin                                            |

### Huis Sleeswijk-Holstein-Sonderburg-Glücksburg (1863-heden)
In deze periode regeerde het huis Huis Sleeswijk-Holstein-Sonderburg-Glücksburg over Denemarken.
| Monarch | Monarch                   | Regeringsperiode | Regeringsperiode | Gehuwd met                                               | Bijzonderheden                                                                                      |
| ------- | ------------------------- | ---------------- | ---------------- | -------------------------------------------------------- | --------------------------------------------------------------------------------------------------- |
|         | Christiaan IX (1818-1906) | 15 november 1863 | 29 januari 1906  | Louise van Hessen-Kassel (1817-1898)                     | Zoon van Frederik Willem van Sleeswijk-Holstein-Sonderburg-Glücksburg en Louise Carolina van Hessen |
|         | Frederik VIII (1843-1912) | 29 januari 1906  | 14 mei 1912      | Louise van Zweden (1851-1926)                            | Zoon van Christiaan IX van Denemarken en Louise van Hessen-Kassel                                   |
|         | Christiaan X (1870-1947)  | 14 mei 1912      | 20 april 1947    | Alexandrine Augusta van Mecklenburg-Schwerin (1879-1952) | Zoon van Frederik VIII van Denemarken en Louise van Zweden, tevens koning van IJsland               |
|         | Frederik IX (1899-1972)   | 20 april 1947    | 14 januari 1972  | Ingrid van Zweden (1910-2000)                            | Zoon van Christiaan X van Denemarken en Alexandrine Augusta van Mecklenburg-Schwerin                |
|         | Margrethe II (1940)       | 14 januari 1972  | 14 januari 2024  | Henri de Laborde de Monpezat (1934-2018)                 | Dochter van Frederik IX van Denemarken en Ingrid van Zweden                                         |
|         | Frederik X (1968)         | 14 januari 2024  | heden            | Mary Donaldson (1972)                                    | Zoon van Margrethe II van Denemarken en Henri de Laborde de Monpezat                                |

## Lijn van Deense troonopvolging
- Koningin Margrethe II (1940), dochter van Frederik IX
  -  Koning Frederik X (1968), zoon van Margrethe II
    - (1) Christian (2005), zoon van Frederik X
    - (2) Isabella (2007), dochter van Frederik X
    - (3) Vincent (2011), zoon van Frederik X
    - (4) Josephine (2011), dochter van Frederik X

  - (5) Joachim (1969), zoon van Margrethe II
    - (6) Nikolai (1999), zoon van Joachim
    - (7) Felix (2002), zoon van Joachim
    - (8) Henrik (2009), zoon van Joachim
    - (9) Athena (2012), dochter van Joachim
- (10) Benedikte (1944), dochter van Frederik IX